# LGBT práva v Moldavsku

Duhová mapa Moldavska

Lesby, gayové, bisexuálové a transsexuálové (LGBT) se v Moldavsku mohou setkávat s právními problémy, které ostatní populace nemá. Počínaje rozpadem bývalého Sovětského svazu zde významně vzrostl vliv pravoslavné církve. Tento trend má velmi neblahý vliv na otázku zdejších lidských práv a na svobodu LGBT organizací, co se týče pořádání pochodů hrdosti.

## Situace LGBT

### Legální stejnopohlavní styk
Od roku 1995 je konsensuální homosexuální styk mezi plnoletými osobami prováděný v soukromí legální. Od září 2002 je legální věk způsobilosti k pohlavnímu styku sjednocen pro všechny orientace na stejnou výši.

### Stejnopohlavní soužití
Nebyly dosud[kdy?] přijaty žádné právní instituty pro stejnopohlavní soužití. Stejnopohlavní manželství je ústavně zakázáno.

### Právní ochrana
Největší uskupení organizací na ochranu lidských práv, mezi něž patří také Information Centre GenderDoc-M, léta lobbovalo ve vládě za přijetí antidiskriminační legislativy v souladu s evropskými standardy, která by zahrnovala jiné sexuální orientace jako jednu z chráněných skupin.
Zákon, který zakazuje diskriminaci na základě sexuální orientace v zaměstnání, byl schválen Parlamentem 25. května 2012 a dán k podpisu prezidentovi Nicolaovi Timoftimu 28. května 2012. Zákon vstoupil v účinnost 1. ledna 2013.

## Organizace na ochranu LGBT práv
Největší a nejvýznamnější gay a lesbické sdružení GenderDoc-M usiluje o podporu gayů a leseb v Moldavsku.

## Společenské podmínky

### Homosexuální kultura
Moldavsko má sice malou, ale velmi otevřenou gay scénu. První kišiněvské gay kluby Jaquar Dance a Music Club byly otevřeny v roce 2009. V roce 2002 se konal první moldavský festival hrdosti. Podobné akce však byly roku 2007 zakázány, protože homosexualita je považována za podkopávání křesťanských hodnot.

### Homofobní nálady
Moldavská společnost je stále velmi homofobní. Tento postoj je navíc často přímo i nepřímo podporován politiky a gayové a lesby často čelí diskriminaci. Případy přímého násilí proti gay lesbické komunitě nejsou známy.
Na protest proti antidiskriminačním opatřením navštívil Moldavsko roku 2010 Scott Lively, známý odpůrce LGBT práv, který se podílí na rwandské genocidě a holokaustu. Antidiskriminační návrh byl přijat napříč dvěma stranami poté, co Komunistická strana Moldavska ustoupila opozici, která návštěvu Scotta Lively udávala jako důvod jejího nesouhlasu.

### Kontroverze ohledně konání Moldova Pride 2008
Dne 11. května 2008 měla při konání festivalu Moldova Pride doprovázet jeho účastníky policie kvůli ochraně před davem, který by na ně mohl útočit. Primátor Kišiněva Dorin Chirtoaca, který byl zvolen s kampaní „mladý primátor, liberální tým, evropský kapitál“, však akci ještě před jejím konáním zakázal.
Případ Bączkowski a další vs. Polsko z 3. května 2007, kdy primátor Varšavy Lech Kaczyński zakázal konání varšavského průvodu hrdosti, se dostal až k Evropskému soudu pro lidská práva ve Štrasburku, kde bylo rozhodnuto, že zakazování konání těchto akcí porušuje tři práva Evropské úmluvy na ochranu lidských práv: právo č. 11 shromažďovací, právo č. 13 na odvolání a dále právo č. 14 zakazující diskriminaci. Tato otázka byla také projednána v Evropském parlamentu a dále předložena britskému politikovi Davidu Milibandovi.

### Zákazy homosexuální propagandy
- Bălți, přijato v únoru 2012,[12][13] zrušeno 28. února 2013[13][14]
- Drochia,[13] přijato 27. března 2012
- Cahul,[13] přijato 29. března 2012
- Ceadîr-Lunga,[13] přijato 10. dubna 2012
- Glodeni, později zrušeno[13]
- Rîşcani, později zrušeno[13]
- Soroca[13]

Podobné zákony přijaly rovněž následující oblasti:
- Anenii Noi,[13] přijato 1. března 2012
- Basarabeasca[13]
- Fălești[13]

Podobné vyhlášky byly přijaty i v následujících obcích:
- Bocani, později zrušeno[13]
- Chetriş,[13] zrušeno 22. února 2012
- Hiliuți[13]
- Pîrliţa, později zrušeno[13]

Dne 30. dubna 2013 Gaugauzské zastupitelstvo schválilo přijetí zákazu propagace homosexuality, bisexuality a transsexuality, jakož i stejnopohlavních manželství a adopcí. V zákoně nebyla žádná zmínka o postizích nebo trestech. Od července 2013 bylo nejasné, zda se tento zákon stal součástí moldavského práva.
Navzdory přijetí antidiskriminační legislativy, která zakazuje diskriminaci na základě sexuální orientace v zaměstnání, parlament 23. května 2013 přijal návrh zákona zakazující propagaci prostituce, pedofilie a jakýchkoli jiných vztahů mimo manželství a rodinu s odvoláním se na ústavu a rodinné právo. Za porušení tohoto zákona mohly být uloženy tresty. Zákon vešel v platnost 5. července 2013 a nabyl účinnosti 12. července 2013. Přímo se nezmiňoval o propagaci homosexuality, záleželo na zvážení soudců.
Dne 11. října 2013 parlament schválil návrh zákona, který odstranil ze zákona nejasnou formulaci, již by šlo vyložit jako „homosexuální propagandu“.

### Usnesení Rady pro lidská práva
V červnu 2011 Moldavsko v rámci svého členství v Radě pro lidská práva hlasovalo proti prvnímu úspěšnému usnesení Spojených národů odsuzujícímu násilí a diskriminaci proti jednotlivcům na základě sexuální orinetace a genderové identity.

## Souhrnný přehled
| Legální stejnopohlavní styk                                              | (1995)                     |
| Možnost změny pohlaví                                                    | Yes                        |
| Gayové a lesby můžou otevřeně sloužit v armádě                           | Yes                        |
| Stejný věk legální způsobilosti k pohlavnímu styku pro obě orientace     | (2002)                     |
| Antidiskriminační zákony v zaměstnání                                    | (2013)                     |
| Antidiskriminační zákony v médiích                                       | (2019)                     |
| Antidiskriminační zákony v ostatních oblastech (vč. zločinů z nenávisti) | (2023)                     |
| Antidiskriminační zákony proti transfobii                                | (2023)                     |
| Stejnopohlavní manželství                                                | (Ústavní zákaz od r. 1994) |
| Jiná forma stejnopohlavního soužití                                      | No                         |
| Adopce dítěte partnera a společná adopce stejnopohlavními páry           | No                         |
| Náhradní mateřství pro gay páry                                          | No                         |
| Přístup k umělému oplodnění pro lesbické ženy                            | No                         |
| MSM smějí darovat krev                                                   | No                         |